# Armia Wyzwolenia Narodowego (Boliwia)
Armia Wyzwolenia Narodowego (hiszp. Ejército de Liberación Nacional, ELN) – grupa partyzancka z Boliwii.

## Historia
Formacja założona została w 1966 roku. Jej celem było wywołanie w kraju rewolucji socjalistycznej. Początkowo liczyła 20 członków. W marcu tego samego roku zasiliła ją 20-osobowa grupa ochotników kubańskich z Che Guevarą na czele. Rewolucjonista objął dowodzenie nad ELN. Partyzanci działali na południu kraju. W październiku 1967 roku boliwijskie wojsko schwytało i zabiło Che Guevarę. Po śmierci Guevary dowodzenie przejął Nestor Paz Zamora. ELN została całkowicie rozbita na początku lat 70. Według części źródeł w rozbiciu partyzantki brał udział zbrodniarz hitlerowski Klaus Barbie, który ukrywał się w Boliwii.
Pod koniec lat 80. utworzona została Komisja Nestora Paza Zamory uważająca się za następczynię ELN.

## Kontakty zagraniczne
Organizacja należała do sojuszu znanego jako Junta Koordynacji Rewolucyjnej (JCR). Do koalicji należały też argentyńska Rewolucyjna Armia Ludu (ERP), chilijski Ruch Lewicy Rewolucyjnej (MIR) i urugwajski ruch Tupamaros.

## Ideologia
Była formacją komunistyczną typu guevarystowskiego tzn. dążyła do zdobycia władzy metodą partyzantki wiejskiej.